# Flughafen Phu Bai

i8
i11
i13

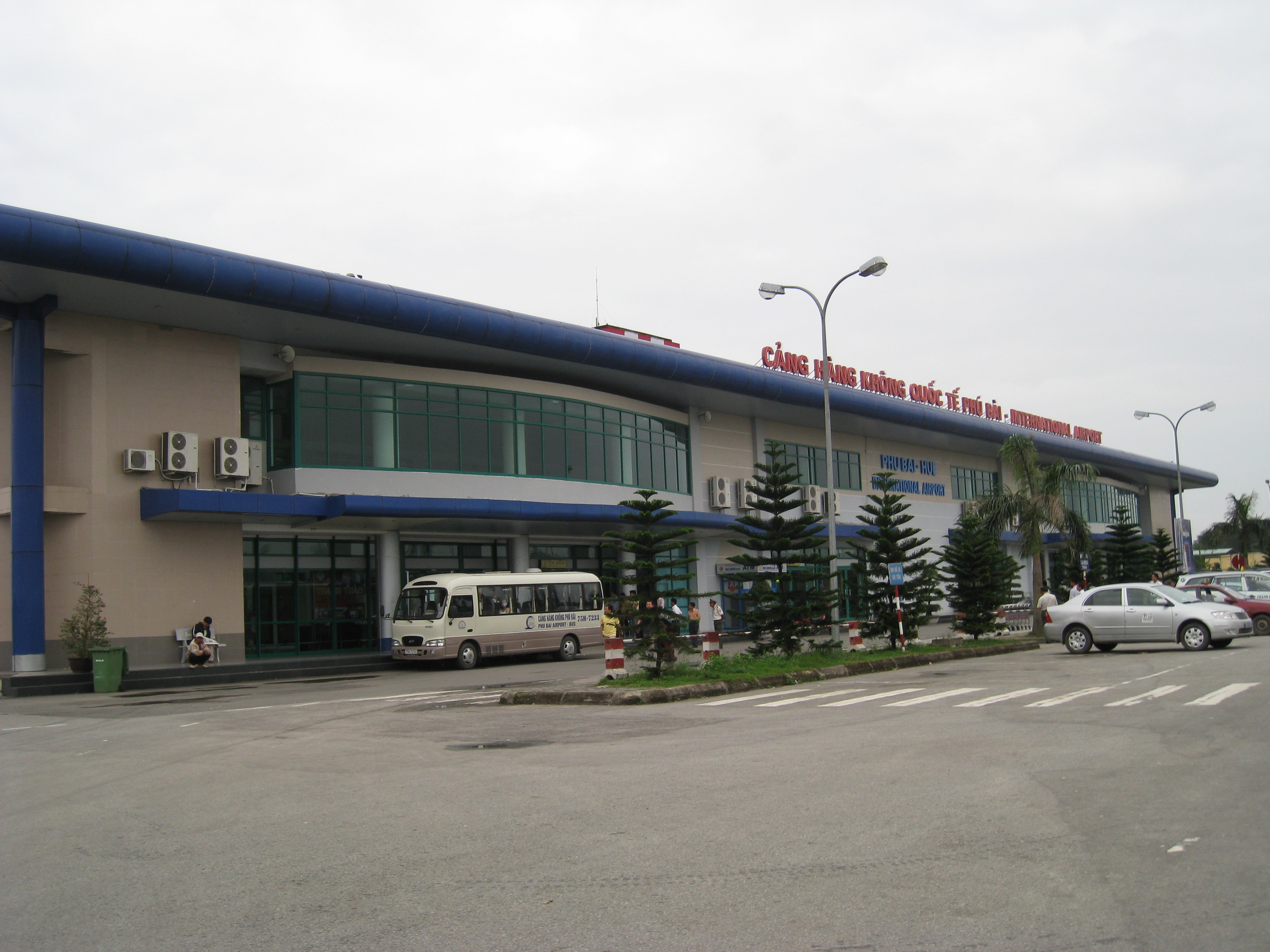
Phu Bai Terminal

Der Flughafen Phu Bai (vietnamesisch Sân bay Quốc tế Phú Bài, IATA-Code: HUI, ICAO-Code: VVPB) liegt bei Huế in Mittel-Vietnam.

## Geschichte
Der Flughafen erhielt 2002 von der Regierung die Zulassung zur Abfertigung internationalen Flugverkehrs. Die erste Maschine aus dem Ausland war im Jahr 2005 ein Charterflug der Austrian Airlines aus Laos.

## Fluggesellschaften und Ziele

### Inland
- Vietnam Airlines (Hanoi, Ho-Chi-Minh-Stadt)
- Jetstar Pacific Airlines (Ho-Chi-Minh-Stadt, Hanoi)

## Zwischenfälle
- Am 16. Januar 1969 wurde eine Douglas DC-3/C-47A-90-DL der US-amerikanischen CIA-Fluggesellschaft Air America (CIA 949) bei schlechtem Wetter 29 Kilometer südöstlich vom Abflughafen Hue-Phu Bai in einen Berg geflogen. Die Unfallstelle lag 36 Kilometer nordwestlich des Militärflugplatzes Da Nang, wohin der kurze Flug führen sollte. Bei diesem CFIT (Controlled flight into terrain) wurden alle 12 Insassen, drei Besatzungsmitglieder und 9 Passagiere getötet.[1]

## Galerie

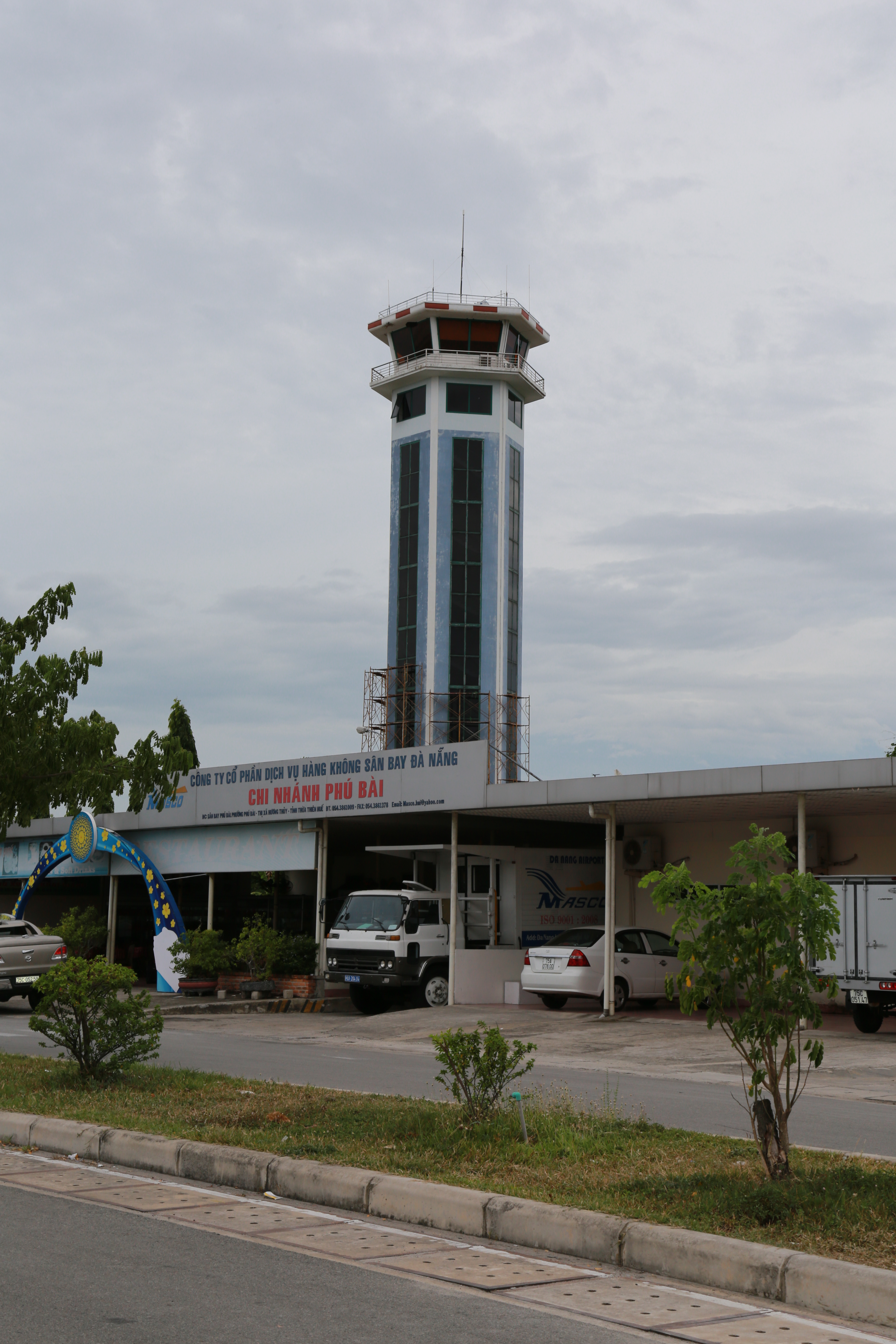
Phu Bai Tower
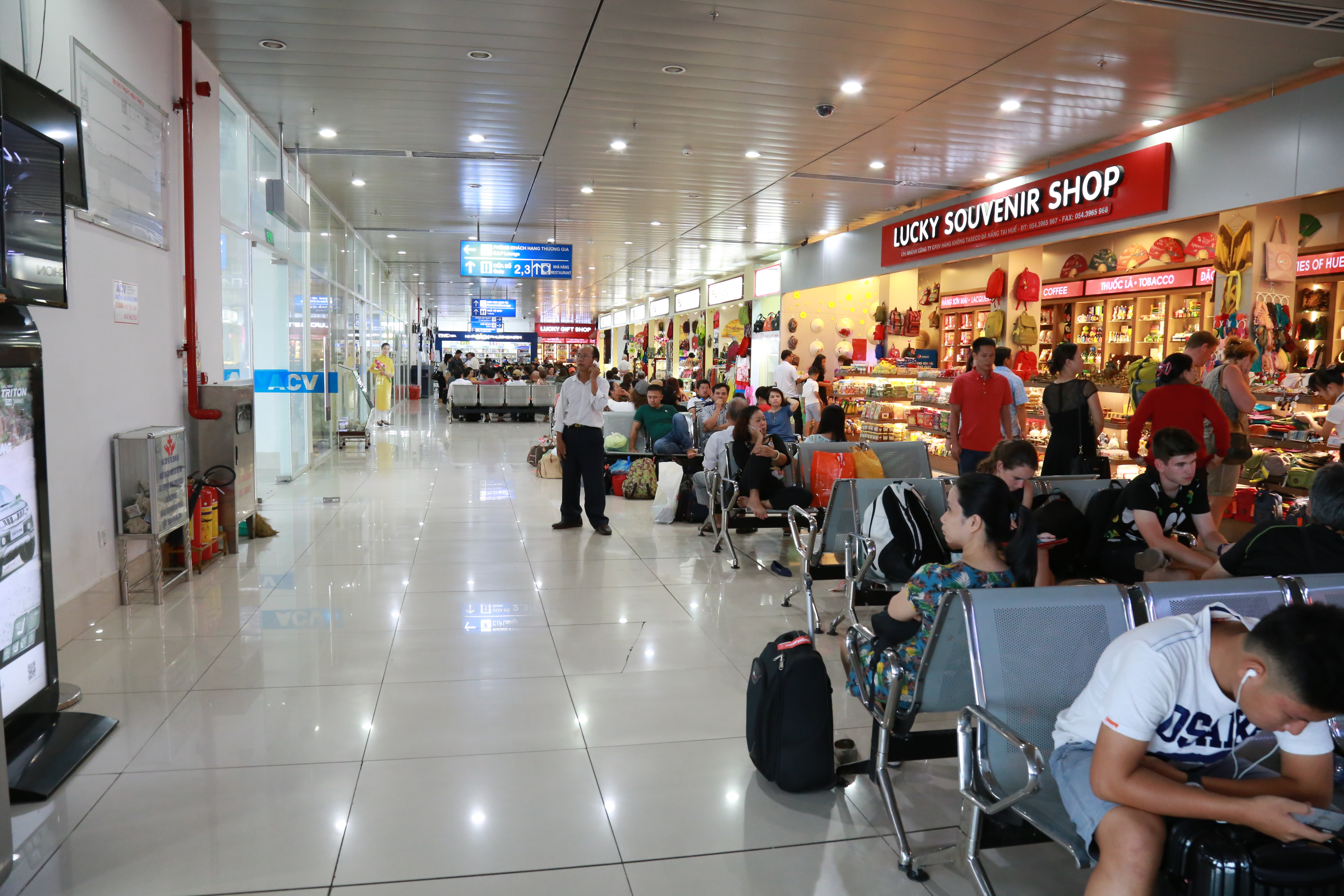
Flughafen Hue Abflughalle
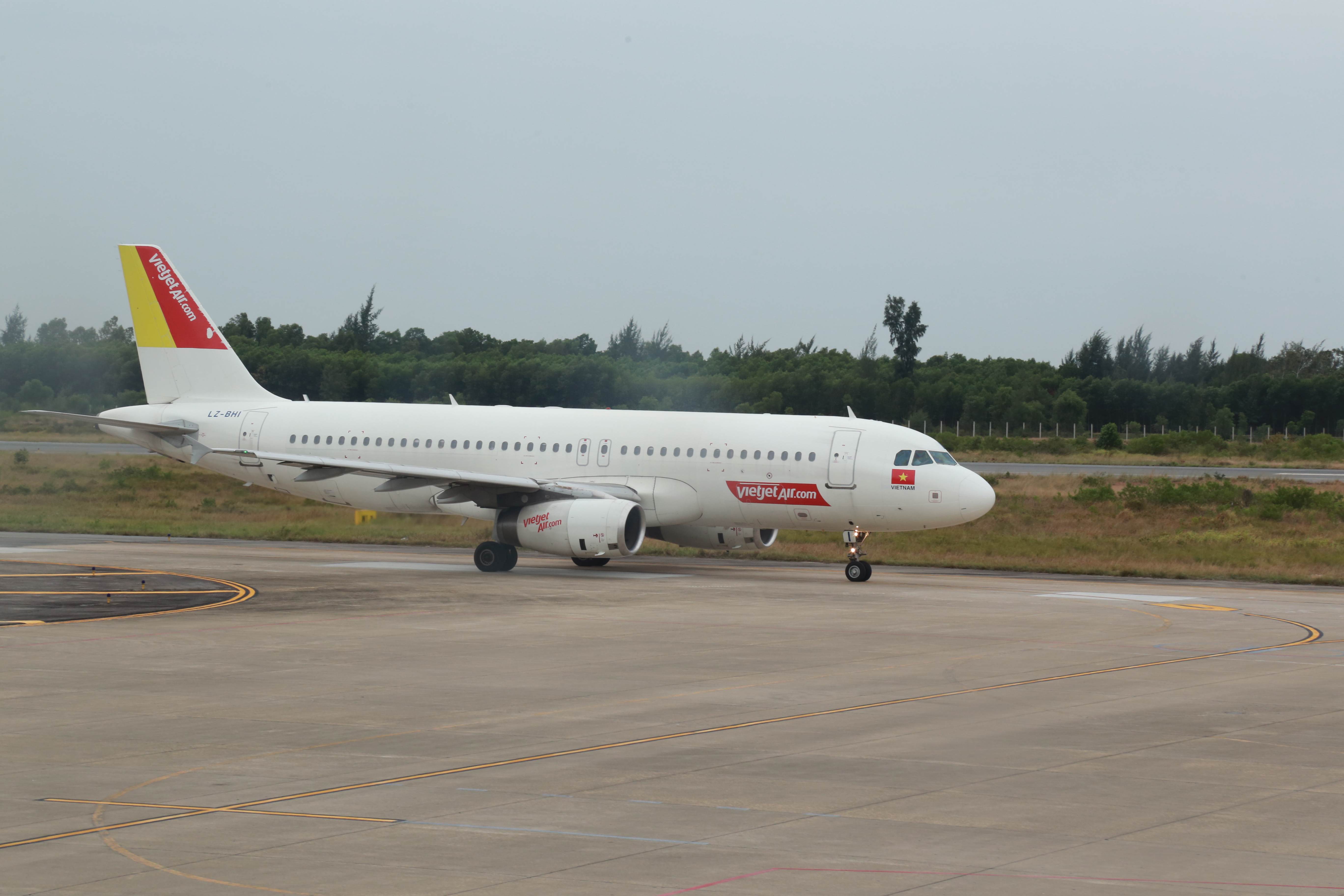
Flugzeug der Vietjet Air am Flughafen Hue